# Marquesado de Lozoya
El marquesado de Lozoya es un título nobiliario español  concedido por Carlos II de España el 2 de junio de 1686 a Luis de Contreras Girón y Suárez de la Concha, señor de Lozoya, de Santa Cruz, de Castillejo y de Torres de Reinoso, regidor y alférez mayor de Segovia y caballero de la Orden de Calatrava, con el vizcondado previo de Santa Cruz de Castillejo. El 20 de febrero de 1976 el rey Juan Carlos I le concedió la grandeza de España, siendo titular entonces Juan de Contreras y López de Ayala, escritor e historiador.

## Denominación
Su nombre hace referencia a la población de Lozoya capital del Sexmo de Lozoya ahora en la Comunidad de Madrid pero que en el momento de concesión del título y hasta 1833 dependía enteramente de la Comunidad de Ciudad y Tierra de Segovia, sobre la cual ejerció el marquesado gran influencia.

## Marqueses de Lozoya
|                        | Titular                                          | Periodo                |
| Creación por Carlos II | Creación por Carlos II                           | Creación por Carlos II |
| ---------------------- | ------------------------------------------------ | ---------------------- |
| I                      | Luis de Contreras-Girón y Suárez de la Concha    | 1686-1690              |
| II                     | Juan de Contreras-Girón y Tapia                  | 1690-1722              |
| III                    | Luis Domingo de Contreras-Girón y Ortega de Lara | 1722-1774              |
| IV                     | Luis Domingo de Contreras-Girón y Peralta        | 1774-1804              |
| V                      | Luis Domingo de Contreras-Girón y Escobar        | 1804-1838              |
| VI                     | Domingo de Contreras-Girón y Mencos              | 1838-1868              |
| VII                    | Luis de Contreras y Tomé                         | 1871-1904              |
| VIII                   | Luis de Contreras y López de Ayala               | 1909-1917              |
| IX                     | Juan de Contreras y López de Ayala               | 1918-1978              |
| X                      | Dominica de Contreras y López de Ayala           | 1980-actual titular    |

## Historia de los marqueses de Lozoya
- Luis de Contreras-Girón y Suárez de la Concha (1648-4 de mayo de 1690), I marqués de Lozoya,[3] I vizconde de Santa Cruz de Castillejo, caballero de la Orden de Calatrava y regidor de Segovia.

Casó el 17 de agosto de 1671 con María de Tapia y Serrano. Le sucedió su hijo.
- Juan de Contreras-Girón y Tapia (1675-13 de agosto de 1722), II marqués de Lozoya.[3]

Contrajo matrimonio el 24 de abril de 1706 con Francisca Bernarda de Ortega Lara y Chacón. Le sucedió su hijo.
- Luis Domingo de Contreras-Girón y Ortega de Lara (m. 8 de marzo de 1774), III marqués de Lozoya.[3]

Casó el 1 de julio de 1727 con María Luisa de Peralta y Cassina. Le sucedió su hijo.
- Luis Domingo de Contreras-Girón y Peralta (1741-22 de febrero de 1804), IV marqués de Lozoya.[3]

Casó el 8 de mayo de 1771 con Juana de Escobar Torres y Leyva (1744-3 de febrero de 1822). Le sucedió su hijo.
- Luis Domingo de Contreras-Girón y Escobar (1779-15 de mayo de 1838), V marqués de Lozoya.[3]

Casó con María de los Dolores de Mencos y Eslava. Le sucedió su hijo.
- Domingo de Contreras-Girón y Mencos (m. 2 de junio de 1868), VI marqués de Lozoya.[3]

Casado en primeras nupcias el 11 de julio de 1835 con Teresa Sanz Merino de Vega (m. 8 de enero de 1841). Casó en segundas nupcias el 4 de julio de 1842 con Jacoba María de Bayona y Rodríguez. Contrajo un tercer matrimonio el 11 de marzo de 1862 con María de la Asunción Mascaró y del Hierro. Sin descendencia directa, le sucedió su sobrino.
- Luis de Contreras y Thomé (1840-1 de mayo de 1904), VII marqués de Lozoya.[3]

Casó el 1 de enero de 1881 con Ramona López de Ayala y del Hierro, hija del conde del Cedillo. Le sucedió su hijo.
- Luis de Contreras y López de Ayala (m. 14 de marzo de 1917), VIII marqués de Lozoya.[3]

Sin descendencia directa, le sucedió su hermano.
- Juan de Contreras y López de Ayala (1893-23 de abril de 1978), IX marqués de Lozoya, grande de España,[3] caballero de la Orden de Santiago, fue un historiador, crítico de arte, periodista, escritor, poeta, novelista, político, funcionario y literato español.

Contrajo matrimonio el 4 de agosto de 1931 con Constanza López de Ayala y Morenés, VI marquesa de Villanueva del Castillo, II Baronesa de Hermoro. Le sucedió su hija.
- Dominica de Contreras y López de Ayala (n. 1 de octubre de 1940), X marquesa de Lozoya, grande de España, VII marquesa de Villanueva del Castillo[3] y académica de la Real Academia de Historia y Arte de San Quirce.[4]

Casada el 3 de abril de 1960 con Carlos Herranz y Cano (n. 1938).